# Camptophallus
Camptophallus is een geslacht van kreeftachtigen uit de klasse van de Malacostraca (hogere kreeftachtigen).

## Soort
- Camptophallus botti (Smalley, 1965)